# 조시 로런스
조시 로런스(영어: Josie Lawrence, 1959년 6월 6일 ~ )는 잉글랜드의 코미디언 겸 배우이다.

## 출연 작품
- 해피 댄싱 (2017)
- 내 이웃과의 섹스라이프 (2014)
- 맘 (2010)
- 더 올드 큐리어시티 샵 (2007)
- 스킨스 시즌1 (2007)
- 엄지손가락의 아픔 (2006)
- 4월의 유혹 (1991)
- 그린 맨 (1990)
- 아메리칸 웨이 (1986)
- 이스트엔더스 (1985)